# Галка, Светлана Валентиновна
Светлана Валентиновна Галка (род. 20 апреля 1970, Гаврилов-Ям, Ярославская область) — российская актриса, выступающая чаще всего в жанре пародии.

## Биография
Родилась в городе Гаврилов-Ям Ярославской области. Обучалась на филологическом факультете Ярославского педагогического института. В 1998 году окончила актёрское отделение Ярославского театрального института.
В 1999 году была участницей музыкального коллектива «Вавилон». Работала корреспондентом на телеканалах: «Россия» — программа «Вести-Москва», «Культура», а также ведущей новостей на телеканале «Столица». Снималась в программах: «Измайловский парк», «Смеяться разрешается», «Ты смешной!», «Понять. Простить», «Всё по-нашему!» «Жить здорово!», участвовала в фестивале юмора и эстрады «Москва — Ялта — Транзит». С 2008 года по 2014 год и с 2024 года — артистка труппы шоу «Большая разница».
В 2024 году стала участницей 6-го сезона шоу перевоплощений «Точь-в-точь», где разделила в финале 1 место с Дарьей Антонюк.

## Фильмография
| Год       |   | Название                      | Роль                                |
| --------- | - | ----------------------------- | ----------------------------------- |
| 2010      | ф | Погоня за тенью               | усыновительница                     |
| 2011—2014 | с | Воронины                      | Оксана Анатольевна Метелина         |
| 2011      | ф | Адвокат-8                     | Валентина Сергеевна                 |
| 2011      | ф | Возвращение домой             | Эпизод                              |
| 2011      | с | Москва. Три вокзала           | Имя персонажа не указано            |
| 2011      | с | Паутина-5                     | любовница Юессонова                 |
| 2011      | ф | Профиль убийцы                | ведущая новостей                    |
| 2011      | ф | Светофор                      | Галя                                |
| 2012      | ф | Любить нельзя забыть          | Наташа, подруга Марины              |
| 2012      | ф | Счастливы вместе (телесериал) | Галина                              |
| 2012      | ф | Человек-приманка              | Божена                              |
| 2013      | ф | Пропавшие без вести           | сослуживица отца Серёжи             |
| 2014      | ф | Карпов. Сезон третий          | бомжиха                             |
| 2014      | ф | Старшая дочь                  | Дарья Леонидовна Куницына,мать Ромы |
| 2016      | с | Напарницы                     | Тамара Ломакина                     |
| 2017      | с | Ветер перемен                 | Лена                                |
| 2018      | ф | Гранд                         | Лариса Ивановна, «чёрная вдова»     |
| 2019      | с | Склифосовский (7 сезон)       | Сусанна Миловидова, психолог        |

## Награды
- Дважды лауреат международного конкурса «Пилар» в номинации «За яркий артистический талант» (2006, 2007)[2]